# Абыйская низменность
Абыйская низменность — низменная равнина на территории республики Якутия, РФ. Общая площадь равнины достигает 1500 км². Большую часть территории занимает Абыйский улус (район). Преобладают высоты от 30 до 94 м над уровнем моря. Расположена в среднем течении реки Индигирка. Здесь в неё впадают три крупных левых притока — реки Селеннях, Уяндина и Дружина, а также другие, более мелкие реки и речушки. Русла рек извилисты, соединены протоками. Водоразделы плоские, сильно заболоченные. На низменности располагаются Абыйские озёра (свыше 15 000). Со всех сторон низменность окружена горами: Селенняхский хребет на западе, Чемолганский хребет на юге, Момский хребет на юго-восток, Алазейское плоскогорье на востоке и, наконец, Полоусный кряж на севере. Из-за застоя холодного воздуха зимы равнины морозны и малоснежны, лето короткое, но довольно знойное.